# Izz al-Din al-Haddad
Izz al-Din al-Haddad (arabisch عز الدين الحداد, DMG ʿIzz ad-Dīn al-Ḥaddād) ist ein palästinesischer Hamas-Politiker und Terrorist. Er ist Anführer der Qassam-Brigaden. Im Mai 2025 wurde al-Haddad zum Anführer der Terrororganisation Hamas im Gaza, nachdem sein Vorgänger Mohammed Sinwar bei einem israelischen Luftangriff getötet worden war.

## Leben
Al-Haddad schloss sich der Hamas schon in jungen Jahren an und war seit ihrer Gründung 1987 mit ihr verbunden. Er begann seine Karriere als Aktivist in der Gaza-Brigade und stieg in den Rängen auf, wurde Zugführer, dann Bataillonskommandeur und schließlich Anführer der Brigade selbst.
Al-Haddad ist Mitglied des Allgemeinen Militärrats der Hamas und war maßgeblich an der Planung und Durchführung der Operationen der Gruppe beteiligt. Er ist als „Geist von al-Qassam“ im Gazastreifen bekannt.